# Subtierra

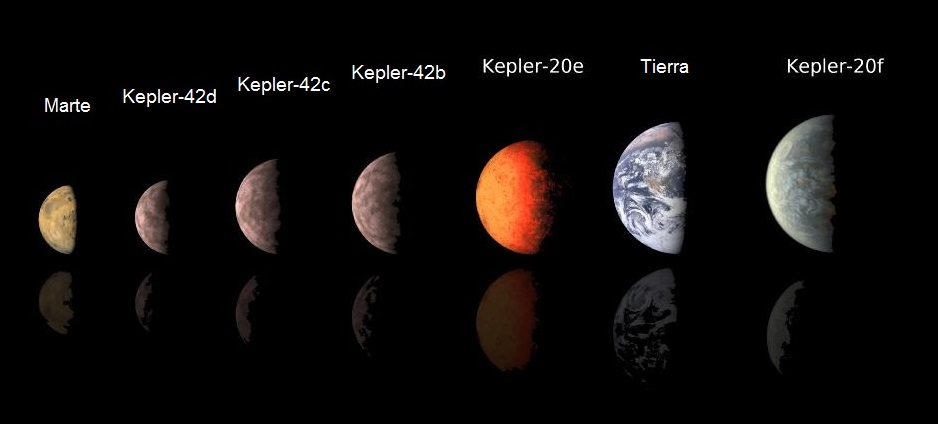
Subtierras.

Una subtierra (también conocido como planeta subterrestre) es un tipo de planeta con una masa inferior a la de la Tierra y Venus. En el Sistema Solar, esta categoría incluye a Mercurio y a Marte. Las subtierras son el tipo de planeta más difícil de detectar (sin contar a los planetas enanos) debido a que sus bajas masas producen pocas señales de su existencia con los métodos de detección de planetas extrasolares (o exoplanetas). Uno de los primeros exoplanetas encontrados clasificado como subtierra fue detectado orbitando a un púlsar, PSR B1257+12. La sonda Kepler abrió el reino de las subtierras con sus descubrimientos. El 10 de enero de 2012 la Kepler descubrió las primeras tres subtierras alrededor de una estrella ordinaria, Kepler-42. A partir de abril de 2013, Kepler ha confirmado siete exoplanetas subtierra, así como 36 candidatos.

## Características
Las subtierras comúnmente carecen de atmósferas sustanciales, debido a sus débiles campos gravitacionales y campos magnéticos, permitiendo que la radiación estelar desgaste progresivamente sus atmósferas. Debido a su pequeño tamaño, es menos probable que haya fuerzas de marea significativas cuando orbitan cerca de su estrella. Las subtierras suelen tener períodos cortos de actividad geológica si es que la tienen.

## Vida en una subtierra
Las subtierras pueden albergar vida tanto simple como compleja, siempre y cuando cumpla con los siguientes requisitos (También requeridos para que cualquier planeta la contenga)
- Orbitar una estrella compatible con la vida: Esto incluye a las estrellas de tipo G (como el Sol) o las estrellas tipo M (enanas rojas) entre otras. Sería prácticamente imposible encontrar vida en un planeta alrededor de una estrella de tipo O (gigantes azules)
- Tener tiempo para que se forme vida: Las condiciones de un planeta tardan en estabilizarse desde que se crea y la vida tarda tanto en aparecer como en evolucionar y sólo lo hace cuando las condiciones son favorables. A raíz de esto no puede haber vida en un planeta en formación o que orbite a una estrella (como una estrella gigante) que viva muy poco, ya que no da tiempo a la vida a aparecer.
- Estar en la zona habitable: La zona habitable es una sección de la órbita en la que el agua puede aparecer en estado líquido. En esta zona se sitúan planetas que no están ni demasiado cerca ni demasiado lejos de su estrella, por lo que ni son demasiado fríos ni demasiado calientes.
- Tener una atmósfera o algún medio que permita la presencia de vida: En la Tierra, hay vida tanto en los océanos como en la tierra firme, y la vida en tierra firme es posible gracias a una atmósfera respirable. Con lo cual un planeta debe tener al menos una de estas dos características.
- No tener un efecto invernadero desbordado: Esto es poco probable en una subtierra, ya que suelen tener atmósferas tenues por su baja gravedad, pero si ocurriera su atmósfera sería rica en gases de efecto invernadero, produciendo un aumento de las temperaturas hasta puntos insostenibles para la vida. Esto le ocurrió al planeta Venus (aunque este planeta no pertenece al tipo "subtierra")